# Lamgugob
Lamgugob is een bestuurslaag in het regentschap Banda Aceh van de provincie Atjeh, Indonesië. Lamgugob telt 4525 inwoners (volkstelling 2010).